# Langebaanweg
Langebaanweg is een dorp met een basis van de Zuid-Afrikaanse luchtmacht in de Zuid-Afrikaanse provincie West-Kaap. Langebaanweg behoort tot de gemeente Saldanhabaai dat onderdeel van het district Weskus is.